# Halové mistrovství světa v atletice 2025
Halové mistrovství světa v atletice 2025 bylo 20. v řadě těchto světových sportovních událostí, jež pořádá IAAF. Konalo se 21.– 23. března 2025 v čínském Nankingu. Šampionát se zde měl konat již v roce 2020, ale byl zrušen kvůli pandemii covidu-19.
Česká výprava čítala 10 atletů, osm mužů a dvě ženy.

## Medailisté

### Muži
| Soutěž            | Zlato                                                                    | Stříbro                                                                         | Bronz                                                                        |
| ----------------- | ------------------------------------------------------------------------ | ------------------------------------------------------------------------------- | ---------------------------------------------------------------------------- |
| 60 m              | Jeremiah Azu 6,49                                                        | Lachlan Kennedy 6,50                                                            | Akani Simbine 6,54                                                           |
| 400 m             | Christopher Bailey 45,08                                                 | Brian Faust 45,47                                                               | Jacory Patterson 45,54                                                       |
| 800 m             | Josh Hoey 1:44,77                                                        | Brian Faust 1:44,81                                                             | Elvin Josué Canales 1:45,03                                                  |
| 1500 m            | Jakob Ingebrigtsen 3:38,79                                               | Neil Gourley 3:39,07                                                            | Luke Houser 3:39,17                                                          |
| 3000 m            | Jakob Ingebrigtsen 7:46,09                                               | Berihu Aregawi 7:46,25                                                          | Ky Robinson 7:47,09                                                          |
| 60 m př.          | Grant Holloway 7,42                                                      | Wilhem Belocian 7,54                                                            | Liou Ťün-si 7,55                                                             |
| Štafeta 4 × 400 m | USA 3:03,13 Elija Godwin Brian Faust Jacory Patterson Christopher Bailey | Jamajka 3:03,13 Rusheen McDonald Jasauna Dennis Kimar Farquharson Demar Francis | Maďarsko 3:03,13 Patrik Simon Enyingi Zoltán Wahl Árpád Kovács Attila Molnár |
| Skok do výšky     | U Sang-hjok 2,31 m                                                       | Hamish Kerr 2,28 m                                                              | Raymond Richards 2,28 m                                                      |
| Skok o tyči       | Armand Duplantis 6,15 m                                                  | Emmanouil Karalis 6,05 m                                                        | Sam Kendricks 5,90 m                                                         |
| Skok daleký       | Mattia Furlani 8,30 m                                                    | Wayne Pinnock 8,29 m                                                            | Liam Adcock 8,28 m                                                           |
| Trojskok          | Andy Díaz Hernández 17,80 m                                              | Ču Ja-ming 17,33 m                                                              | Hugues Fabrice Zango 17,15 m                                                 |
| Vrh koulí         | Tomas Walsh 21,65 m                                                      | Roger Steen 21,62 m                                                             | Adrian Piperi 21,48 m                                                        |
| Sedmiboj          | Sander Skotheim 6475 bodů                                                | Johannes Erm 6437 bodů                                                          | Till Steinforth 6275 bodů                                                    |

### Ženy
| Soutěž            | Zlato                                                                         | Stříbro                                                                                          | Bronz                                                                               |
| ----------------- | ----------------------------------------------------------------------------- | ------------------------------------------------------------------------------------------------ | ----------------------------------------------------------------------------------- |
| 60 m              | Mujinga Kambundjiová 7,04                                                     | Zaynab Dossová 7,06                                                                              | Patrizia van der Wekenová 7,07                                                      |
| 400 m             | Amber Anningová 50,60                                                         | Alexis Holmesová 50,63                                                                           | Henriette Jægerová 50,92                                                            |
| 800 m             | Prudence Sekgodisová 1:58,40                                                  | Nigist Getachewová 1:59,63                                                                       | Patricia Silvaová 1:59,80                                                           |
| 1500 m            | Gudaf Tsegayová 3:54,96 CR                                                    | Diribe Weltejiová 3:59,30                                                                        | Georgia Hunterová Bellová 3:59,84                                                   |
| 3000 m            | Freweyni Hailuová 8:37,21                                                     | Shelby Houlihanová 8:38,26                                                                       | Jessica Hullová 8:38,28                                                             |
| 60 m př.          | Devynne Charltonová 7,72                                                      | Ditaji Kambundjiová 7,73                                                                         | Ackera Nugentová 7,74                                                               |
| Štafeta 4 × 400 m | USA 3:27:45 Quanera Hayesová Bailey Learová Rosey Effiongová Alexis Holmesová | Polsko 3:32,05 Justyna Świętyová-Erseticová Aleksandra Formellaová Anastazja Kuśová Anna Grycová | Austrálie 3:32,65 Ellie Beerová Ella Connollyová Bella Pasqualiová Jemma Pollardová |
| Skok do výšky     | Nicola Olyslagersová 1,97 m                                                   | Eleanor Pattersonová 1,97 m                                                                      | Jaroslava Mahučichová 1,95 m                                                        |
| Skok o tyči       | Marie-Julie Bonninová 4,75 m                                                  | Tina Šutejová 4,70 m                                                                             | Angelica Moserová 4,70 m                                                            |
| Skok daleký       | Claire Bryantová 6,96 m                                                       | Annik Kälinová 6,83 m                                                                            | Fátima Diameová 6,72 m                                                              |
| Trojskok          | Leyanis Pérezová Hernándezová 14,93 m                                         | Liadagmis Poveaová 14,57 m                                                                       | Ana Peleteirová-Compaoréová 14,29 m                                                 |
| Vrh koulí         | Sarah Mittonová 20,48 m                                                       | Jessica Schilderová 20,07 m                                                                      | Chase Jacksonová 20,06 m                                                            |
| Pětiboj           | Saga Vanninenová 4821 bodů                                                    | Kate O'Connorová 4742 bodů                                                                       | Taliyah Brooksová 4669 bodů                                                         |

## Medailové pořadí
| Umístění | Stát                   | Zlato | Stříbro | Bronz | Celkem |
| -------- | ---------------------- | ----- | ------- | ----- | ------ |
| 1        | Spojené státy americké | 6     | 4       | 6     | 16     |
| 2        | Norsko                 | 3     | 0       | 1     | 4      |
| 3        | Etiopie                | 2     | 3       | 0     | 5      |
| 4        | Spojené království     | 2     | 1       | 1     | 4      |
| 5        | Itálie                 | 2     | 1       | 0     | 3      |
| 6        | Austrálie              | 1     | 2       | 4     | 7      |
| 7        | Švýcarsko              | 1     | 2       | 1     | 4      |
| 8        | Kuba                   | 1     | 1       | 0     | 2      |
| 8        | Kuba                   | 1     | 1       | 0     | 2      |
| 8        | Nový Zéland            | 1     | 1       | 0     | 2      |
| 11       | Jihoafrická republika  | 1     | 0       | 1     | 2      |
| 12       | Bahamy                 | 1     | 0       | 0     | 1      |
| 12       | Bahamy                 | 1     | 0       | 0     | 1      |
| 12       | Finsko                 | 1     | 0       | 0     | 1      |
| 12       | Jižní Korea            | 1     | 0       | 0     | 1      |
| 12       | Švédsko                | 1     | 0       | 0     | 1      |
| 17       | Jamajka                | 1     | 0       | 0     | 1      |
| 18       | Čína                   | 0     | 1       | 1     | 2      |
| 19       | Belgie                 | 0     | 1       | 1     | 2      |
| 19       | Estonsko               | 0     | 1       | 1     | 2      |
| 19       | Řecko                  | 0     | 1       | 1     | 2      |
| 19       | Irsko                  | 0     | 1       | 1     | 2      |
| 19       | Nizozemsko             | 0     | 1       | 1     | 2      |
| 19       | Polsko                 | 0     | 1       | 1     | 2      |
| 19       | Slovinsko              | 0     | 1       | 1     | 2      |
| 26       | Španělsko              | 0     | 0       | 3     | 3      |
| 27       | Burkina Faso           | 0     | 0       | 1     | 1      |
| 27       | Německo                | 0     | 0       | 1     | 1      |
| 27       | Maďarsko               | 0     | 0       | 1     | 1      |
| 27       | Lucembursko            | 0     | 0       | 1     | 1      |
| 27       | Portugalsko            | 0     | 0       | 1     | 1      |
| 27       | Ukrajina               | 0     | 0       | 1     | 1      |
| Celkem   | Celkem                 | 26    | 26      | 26    | 78     |